# ألفونسو مارتين كاستيلو
ألفونسو مارتين كاستيلو (بالإسبانية: Alfonso Martín Castillo)‏ (10 يونيو 1994 بشريش في إسبانيا - ) هو لاعب كرة قدم إسباني في مركز الوسط. لعب مع إيسيخا بالومبيي ونادي خيريث وCórdoba CF B ‏ وXerez CD B ‏.

## وصلات خارجية
- ألفونسو مارتين كاستيلو على موقع Soccerway.com (الإنجليزية)